# Indianapolis 500 in 1941

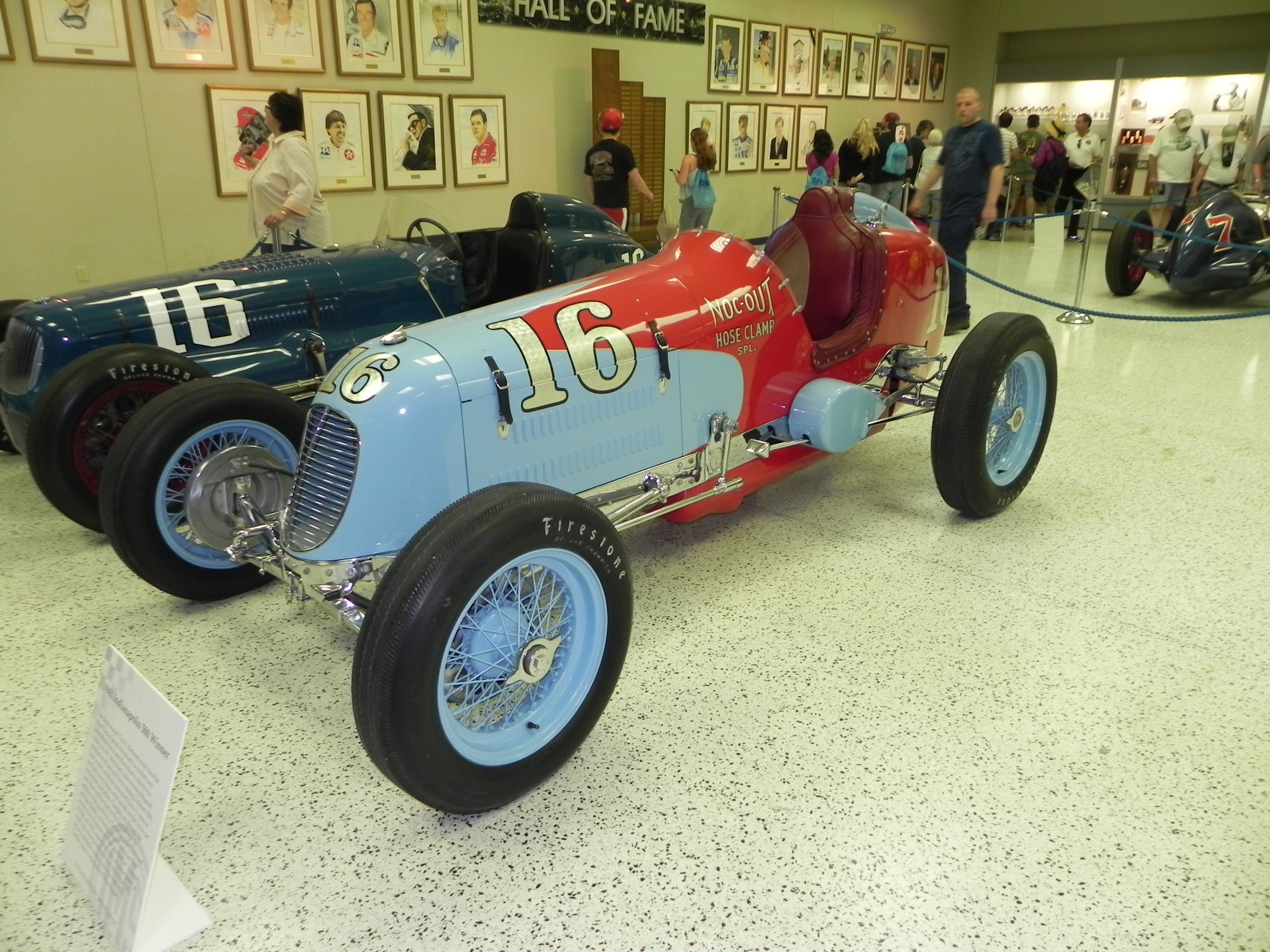
De auto waarmee de Indy 500 van 1941 werd gewonnen

De 29e Indianapolis 500 werd gereden op vrijdag 30 mei 1941 op de Indianapolis Motor Speedway. Floyd Davis en Mauri Rose werden co-winnaars. Het was de eerste overwinning voor Rose, hij won de Indy 500 nog twee keer na de Tweede Wereldoorlog. Door deze oorlog werd de race na deze editie vier jaar niet meer gehouden, de 30e Indy 500 werd gehouden in 1946.

## Startgrid
| Rij | Binnen        | Midden            | Buiten         |
| --- | ------------- | ----------------- | -------------- |
| 1   | Mauri Rose    | Rex Mays          | Wilbur Shaw    |
| 2   | Harry McQuinn | Doc Williams      | Frank Wearne   |
| 3   | Cliff Bergere | Billy Devore      | Chet Miller    |
| 4   | Ralph Hepburn | Russ Snowberger   | Everett Saylor |
| 5   | George Connor | Al Miller         | Emil Andres    |
| 6   | George Robson | Floyd Davis       | Paul Russo     |
| 7   | Kelly Petillo | Tommy Hinnershitz | Mel Hansen     |
| 8   | Frank Brisko  | Joel Thorne       | Louis Tomei    |
| 9   | Tony Willman  | Overton Phillips  | Joie Chitwood  |
| 10  | Ted Horn      | Deacon Litz       | Duke Nalon     |
| 11  | Al Putnam     | George Barringer  | Sam Hanks      |

## Race
Mauri Rose die vanaf poleposition was vertrokken, viel in de 60e ronde uit de race met een mechanische panne. Twaalf ronden later reed hij verder in de wagen waarmee Floyd Davis vertrokken was en reed de wagen naar de overwinning. Voor de tweede en laatste keer in de geschiedenis van de Indy 500 werden twee coureurs als co-winnaars aangeduid. Davis en Rose wonnen de race.
Sam Hanks maakte een dag voor de race een crash, waardoor zijn wagen beschadigd was en hij de volgende dag de race niet kon starten. Hij werd als 33e geklasseerd. De wagen van George Barringer vloog in brand enkele uren voor de start van de race. Hij kon eveneens de race niet starten en werd op de 32e plaats gezet in de einduitslag.
| #                                  | Coureur                | Auto                   | Ronden | Opgave     |
| ---------------------------------- | ---------------------- | ---------------------- | ------ | ---------- |
| 1                                  | Floyd Davis Mauri Rose | Wetteroth-Offenhauser  | 200    |            |
| 2                                  | Rex Mays               | Stevens-Winfield       | 200    |            |
| 3                                  | Ted Horn               | Adams-Sparks           | 200    |            |
| 4                                  | Ralph Hepburn          | Miller-Novi            | 200    |            |
| 5                                  | Cliff Bergere          | Wetteroth-Offenhauser  | 200    |            |
| 6                                  | Chet Miller            | Miller                 | 200    |            |
| 7                                  | Harry McQuinn          | Alfa Romeo             | 200    |            |
| 8                                  | Frank Wearne           | Shaw-Offenhauser       | 200    |            |
| 9                                  | Paul Russo             | Marchese-Miller        | 200    |            |
| 10                                 | Tommy Hinnershitz      | Adams-Offenhauser      | 200    |            |
| 11                                 | Louis Tomei            | Miller-Offenhauser     | 200    |            |
| 12                                 | Al Putnam              | Wetteroth-Offenhauser  | 200    |            |
| 13                                 | Overton Phillips       | Bugatti-Miller         | 187    |            |
| 14                                 | Joie Chitwood          | Lencki                 | 177    |            |
| 15                                 | Duke Nalon             | Maserati               | 173    |            |
| 16                                 | George Connor          | Stevens-Offenhauser    | 167    | Mechanisch |
| 17                                 | Everett Saylor         | Weil-Offenhauser       | 155    | Ongeval    |
| 18                                 | Wilbur Shaw            | Maserati               | 151    | Ongeval    |
| 19                                 | Billy Devore           | Stevens-Offenhauser    | 121    | Mechanisch |
| 20                                 | Tony Willman           | Stevens-Offenhauser    | 117    | Mechanisch |
| 21                                 | Russ Snowberger        | Snowberger-Offenhauser | 107    | Mechanisch |
| 22                                 | Deacon Litz            | Stevens-Sampson        | 89     | Mechanisch |
| 23                                 | Frank Brisko           | Stevens-Brisko         | 70     | Mechanisch |
| 24                                 | Doc Williams           | Cooper-Offenhauser     | 68     | Mechanisch |
| 25                                 | George Robson          | Weil-Duray             | 66     | Mechanisch |
| 26                                 | Mauri Rose             | Maserati               | 60     | Mechanisch |
| 27                                 | Kelly Petillo          | Wetteroth-Offenhauser  | 48     | Mechanisch |
| 28                                 | Al Miller              | Miller                 | 22     | Mechanisch |
| 29                                 | Mel Hansen             | Miller-Offenhauser     | 11     | Mechanisch |
| 30                                 | Emil Andres            | Lencki                 | 5      | Ongeval    |
| 31                                 | Joel Thorne            | Adams-Spark            | 5      | Ongeval    |
| 32                                 | George Barringer       | Miller                 | 0      | Geen start |
| 33                                 | Sam Hanks              | Kurtis-Offenhauser     | 0      | Geen start |
| Gemiddelde snelheid : 185,263 km/h |                        |                        |        |            |